# U-39
O Unterseeboot U-39 foi um U-boot tipo IXA da Kriegsmarine que operou de 1938 aos primeiros dias da Segunda Guerra Mundial.
Ele foi encomendado pela Kriegsmarine a 29 de julho de 1936 como parte do programa de rearmamento (Aufrüstung) na Alemanha, que era ilegal nos termos do Tratado de Versalhes. A sua quilha foi batida a 2 de Junho de 1937 pela DeSchiMAG AG Weser de Bremen e foi comissionado a 10 de dezembro de 1938, com o Kapitänleutnant Gerhard Glattes no comando.
No dia 14 de setembro de 1939, apenas 27 dias depois de começar a sua primeira patrulha, o U-39 tentou afundar o porta-aviões britânico HMS Ark Royal disparando dois torpedos contra a embarcação britânica. Devido às características técnicas dos torpedos, eles explodiram sem atingir o alvo. O U-39 foi imediatamente perseguido por três contratorpedeiros britânicos e danificado com cargas de profundidade. Depois de a tripulação conseguir ressurgir com o submarino que estava a afundar, todos os membros foram capturados durante a evacuação.
O U-39 foi o primeiro submarino alemão a ser afundado na Segunda Guerra Mundial.

## Projecto
Como um dos oito submarinos originais alemães do tipo IX, mais tarde designado IXA, o U-39 tinha um deslocamento de 1032 toneladas quando na superfície e 1 153 toneladas quando submerso. O U-boot tinha um comprimento total de 76,50 metros, um comprimento casco de pressão de 58,75 metros, uma boca de 6,51 metros, uma altura de 9,40 metros, e um calado de 4,70 metros. O submarino era movido por dois motores a diesel MAN M 9 V 40/46 com supercompressor, quatro tempos e nove cilindros produzindo um total de 3240 kW para uso na superfície e dois motores eléctricos de dupla acção Siemens-Schuckert 2 GU 345/34, produzindo um total de 740 kW para uso enquanto submerso. Ele tinha duas hastes e duas hélices de 1,92 metros. O submarino era capaz de operar em profundidades de até 230 metros.
O submarino tinha uma velocidade máxima de superfície de 33,7 quilómetros por hora e uma velocidade máxima submersa de 14,3 km/h. Quando submerso, o submarino podia operar por 120-144 quilómetros a 7,4 km/h; quando emergisse, ele poderia viajar cerca de 19 400 quilómetros a 19 km/h. O U-39 foi equipado com seis tubos de torpedo de 53,3 centímetros (quatro instalados na proa e dois na popa), 22 torpedos, um canhão naval de 10,5 centímetros SK C/32, 180 munições, um canhão de 3,7 cm SK C/30, e também um canhão antiaéreo de 2 cm C/30. O submarino era operado por uma tripulação de quarenta e oito elementos.

## Histórico de serviço

### Patrulha e afundamento
O U-39 conduziu apenas uma patrulha de guerra durante toda a sua carreira, como parte da 6. Unterseebootsflottille (6ª Flotilha). Ele deixou Wilhelmshaven com o U-31, U-32, U-35 e U-53, todos os quais também faziam parte da 6.ª Flotilha, no dia 19 de agosto de 1939, em preparação para o início da Segunda Guerra Mundial. Ele dirigiu-se para o Mar do Norte e eventualmente circum-navegou as Ilhas Britânicas. Antes do seu naufrágio o U-39 foi atacado no Mar do Norte a 10 de setembro, enquanto ia a caminho das Ilhas Britânicas. Ele foi atacado por cargas de profundidade por um navio britânico não identificado e foi forçado a mergulhar a 100 metros para escapar do ataque.
A 14 de setembro de 1939, após apenas 27 dias no mar, o U-39 disparou dois torpedos contra o porta-aviões britânico HMS Ark Royal ao largo de Rockall Bank, a noroeste da Escócia. Os vigias avistaram os rastros do torpedo e o Ark Royal voltou-se para o ataque, reduzindo a sua secção transversal, e um defeito técnico fez com que os dois torpedos explodissem sem atingir o seu alvo. Após o ataque fracassado, três contratorpedeiros britânicos nas proximidades do Ark Royal, HMS Faulknor, Firedrake e Foxhound detectaram o U-39. Todos os três contratorpedeiros atacaram o U-boat e segundos depois de o Firedrake ter lançado as suas cargas de profundidade, o U-39 apareceu. O Foxhound, que era o mais próximo do submarino, capturou 25 membros da tripulação enquanto o Faulknor resgatou 11 e Firedrake salvou os restantes. Os tripulantes foram então levados para terra na Escócia e passaram o resto da guerra em vários campos de prisioneiros de guerra, incluindo na Torre de Londres, antes de serem enviados para o Canadá. O U-39 foi o primeiro de muitos U-boats a ser afundado na Segunda Guerra Mundial; teve no seu destino em 58° 32′ N, 11° 49′ O.

### Rescaldo
Quatro outros U-boots juntaram-se ao U-39 na sua malfadada patrulha, os U-31, U-32, U-53 e U-55. De acordo com um relatório do Seekriegsleitung (Comando Naval Supremo Alemão) de 22 de setembro de 1939, o U-32 e o U-53 estavam a voltar para o seu porto de origem, Kiel, enquanto apenas o U-31 e o U-35 permaneceram na área operacional ao norte de as ilhas britânicas. De acordo com o plano, o U-39 também deveria ter ido para Kiel. No entanto, não houve contacto com o submarino por vários dias. A falta de resposta do U-39, apesar de vários pedidos para dar a sua localização actual, começou a alimentar rumores de que ele havia sido afundado. Essa crença foi posteriormente confirmada por uma transmissão de rádio britânica detalhando a chegada dos primeiros prisioneiros de guerra alemães que eram membros do Kriegsmarine, numa estação ferroviária de Londres alguns dias depois.